# Lotte Dodion
Lotte Dodion (1987) is een Vlaams dichter en performer. 

## Biografie
Haar debuutbundel ‘Kanonnenvlees’ verscheen in maart 2016 en werd vijf keer herdrukt. Een selectie van haar werk werd vertaald naar het Frans, Turks en Arabisch. Ze stond o.a. in de finale van het Belgische en het Nederlandse Kampioenschap Poetry Slam en trad op tijdens o.a. Crossing Border, de Nacht van de Poëzie, Geen Daden Maar Woorden Festival, M-idzomer, de Gentse Feesten, Incubate en Lowlands.
Dodion was van 2014 tot 2017 directeur van het Vredescentrum van de Provincie en Stad Antwerpen en van 2017 tot 2021 artistiek en zakelijk coördinator van VONK & Zonen, een literaire organisatie die experimenteert met vernieuwende poëzieprojecten.
Dodion werkt ook regelmatig samen met muzikanten. Samen met Chantal Acda toerde ze lang met ‘Nu Nog Even Niet’, een intimistisch cross-overproject waarbij Chantal Acda gedichten van Dodion op muziek zette. Met Annelies Van Dinter van Echo Beatty maakte ze een tribute aan Patti Smith. Met Adriaan de Roover van o.a. Oaktree bracht ze een muzikaal-poëtische meditatie uit.

## Bekroningen & nominaties[4]
- Cultuurprijs Stad Gingelom, 2015
- Finalist NK Poetry Slam, 2014
- Winnaar Dichtslamrap, 2013
- Finalist BK Poetry Slam, 2012
- Brabant Gedicht, 2010
- Kunstbende TXT, 2005
- Gouden Flits, 2004